# Oblast Razgrad
Oblast Razgrad (bugarski Област Разград) nalazi se u sjeveroistočnoj Bugarskoj. U oblasti živi 152.417 stanovnika, dok je prosječna gustoća naseljenosti 58 stan./km². Najveći grad i administrativno središte oblasti je grad Razgrad s 35.932 stanovnika.
| Oblast Razgrad sastoji se od sedam općina: - Car Kalojan - Isperih - Kubrat - Loznica - Razgrad - Samuil - Zavet |

Gradovi u Oblasti Razgrad
| Grad        | Bugarski naziv | Stanovnika (31. prosinca 2005) |
| ----------- | -------------- | ------------------------------ |
| Isperih     | Исперих        | 9.536                          |
| Kubrat      | Кубрат         | 8.494                          |
| Loznica     | Лозница        | 2.602                          |
| Razgrad     | Разград        | 35.932                         |
| Zavet       | Завет          | 3.523                          |
| Car Kalojan | Цар Калоян     | 4.058                          |

Većinsko stanovništvo oblasti su Turci (47,2%), zatim Bugari (44,0%) te Romi (5,7%).
Prema vjeroispovijesti, muslimana je 53,7%, a kršćana 43,2%.

## Vanjske poveznice
- Službena stranica oblasti  Arhivirana inačica izvorne stranice od 27. siječnja 2010. (Wayback Machine)